# توماس جيفرسون فوستر
توماس جيفرسون فوستر (بالإنجليزية: Thomas Jefferson Foster)‏ هو سياسي أمريكي، ولد في 11 يوليو 1809 في ناشفيل في الولايات المتحدة، وتوفي في 24 فبراير 1887. حزبياً، نشط في حزب اليمين.